# Als (ort)

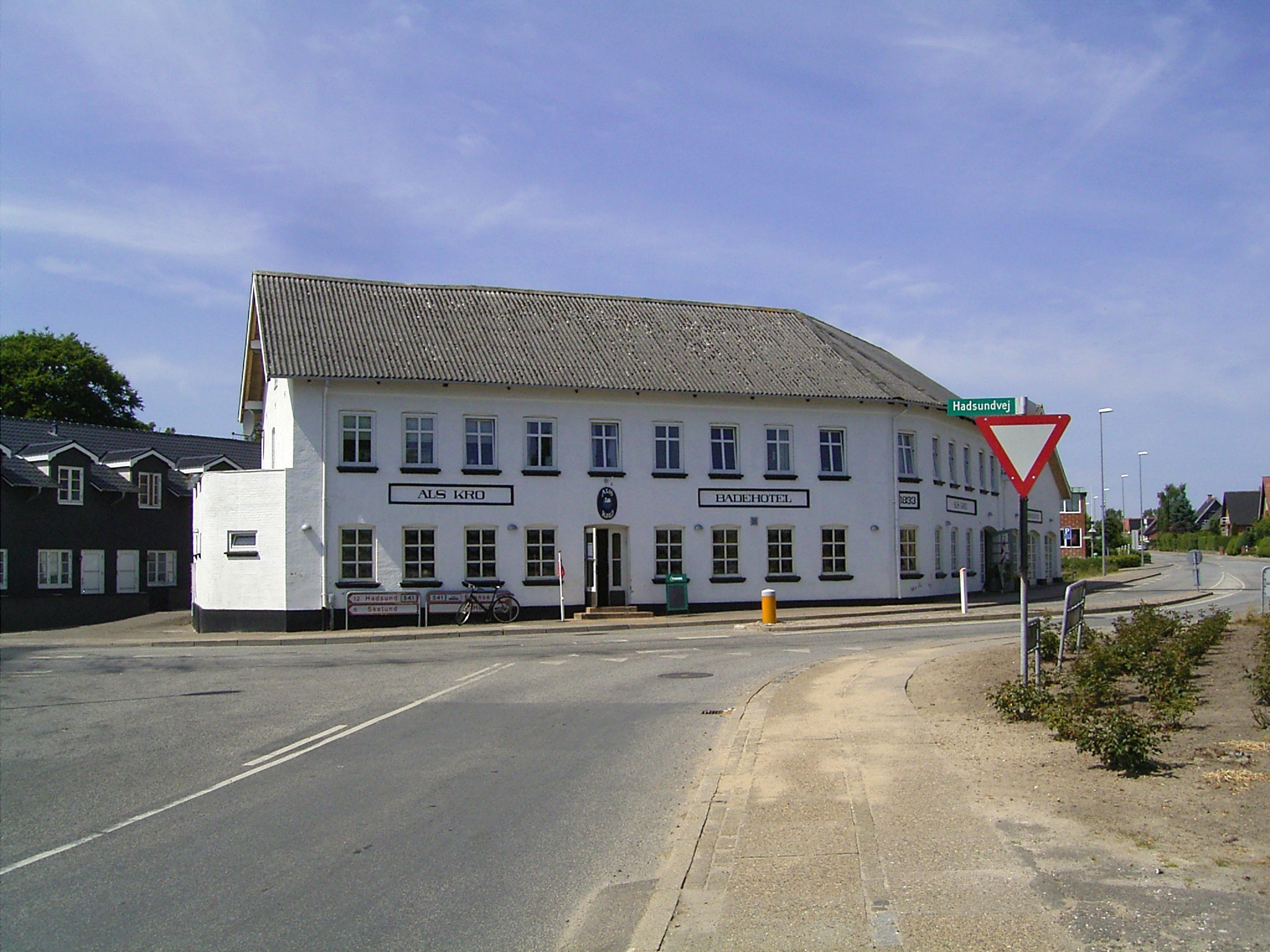
Als Kro.

Als är en tätort i Mariagerfjords kommun i Region Nordjylland i Danmark. Tätorten har 912 invånare (2024). Den ligger på Jylland, cirka 33 kilometer nordost om Hobro. 
Als ligger vid Kattegatt på en så kallad bakkeö omgiven av platt mark, ursprungligen som en ö i Littorinahavet. Högsta punkt är Ravnbjerg (28 meter över havet), där arkeologer har hittat resterna av två 2 000 år gamla hus. Als Kirke är en klassisk romansk kyrka från 1200-talet.